# Боа

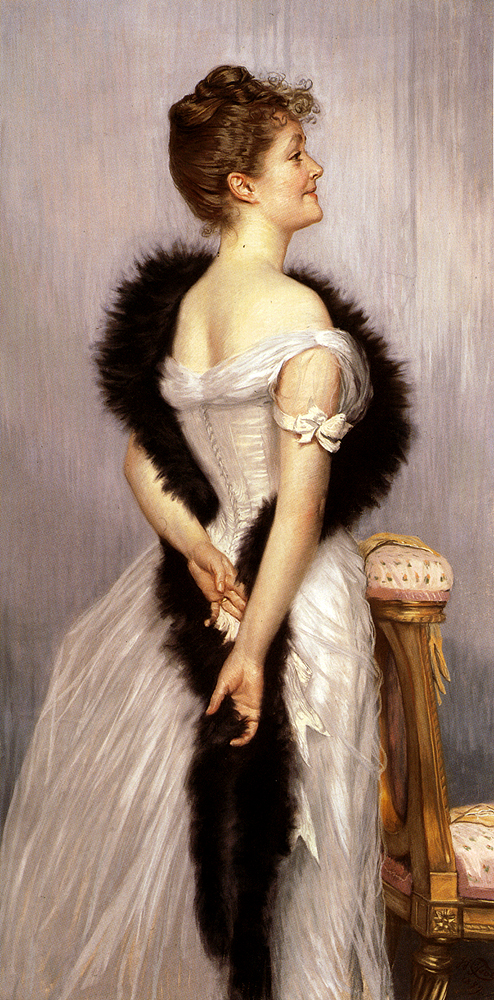
Джеймс Тиссо — Виконтесса Де Монморанд (1889)

Боа́ (фр. boa от лат. boa (constrictor) «змея-душитель») — длинный узкий шарф из меха или перьев. Был особенно моден в эпоху расцвета романтизма и на рубеже XIX и XX веков. Часто надевается поверх свадебных платьев. В XVIII–XIX веках имел популярность в Новом Орлеане, США.

## История
Боа из перьев впервые упоминаются в приблизительно 1820 году, хотя их носили ещё в начале XVII века. Мода на боа из перьев часто менялась в эти годы, — то делала его элегантным, то вульгарным украшением.
Боа из перьев было очень модным в позднюю викторианскую эпоху, в эпоху короля Эдуарда, в период между 1890 и 1915 годами, в 1920-е годы. В современное время боа вошло опять в моду в 1970-е годы, во время популярности глэм-рока и диско, затем в конце 1990-х и в начале XXI века.
Артисты давно использовали боа из перьев как аксессуар своего образа. Любителями боа были: Айседора Дункан, Мэй Уэст, Десси Вентура, Марк Болан, Дэвид Боуи, Билли Грэм, Халк Хоган, Селия Крус, Шер, Элтон Джон и др.
В словарях Ушакова и Ожегова слово «боа» приведено с пометкой «устаревшее».

## Конструкция
Боа изготавливаются из меха, но, как правило, из различных типов перьев. Их обесцвечивают или окрашивают в нужный цвет, затем склеивают и скрепляют отдельными частями (так называемый «слой»). Боа может весить от 65 до 200 граммов. Чем больше слоёв, тем пушистей и объёмнее боа. Обычно боа оценивают по весу, длине и слоям.

### Типы боа
- Страусиный — из длинных тонких страусиных перьев.
- Индейка — из перьев индейки.
- Марабу — из перьев марабу.

## Галерея

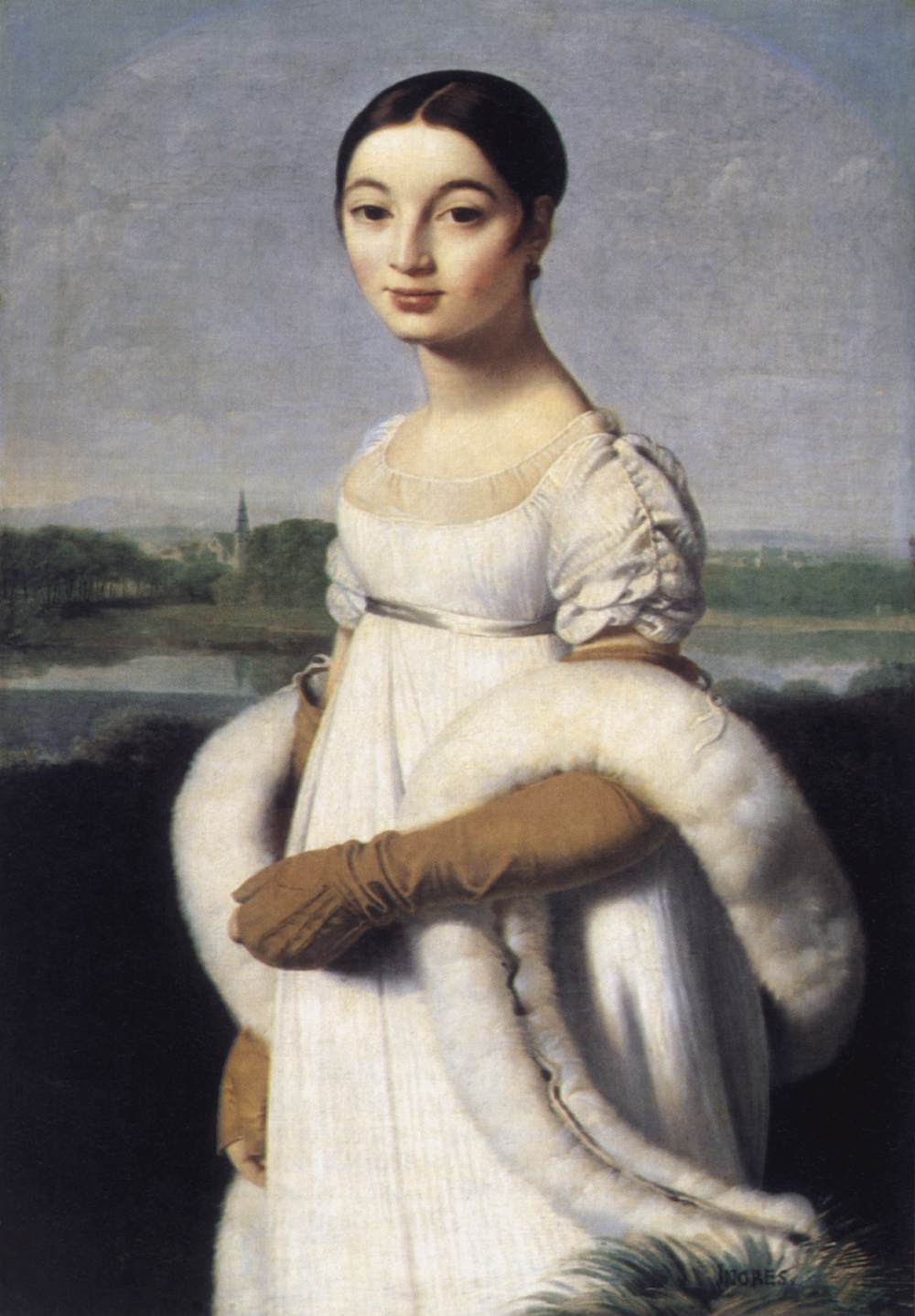
Жан Огюст Доминик Энгр «Портрет мадемуазель Ривьер», 1806
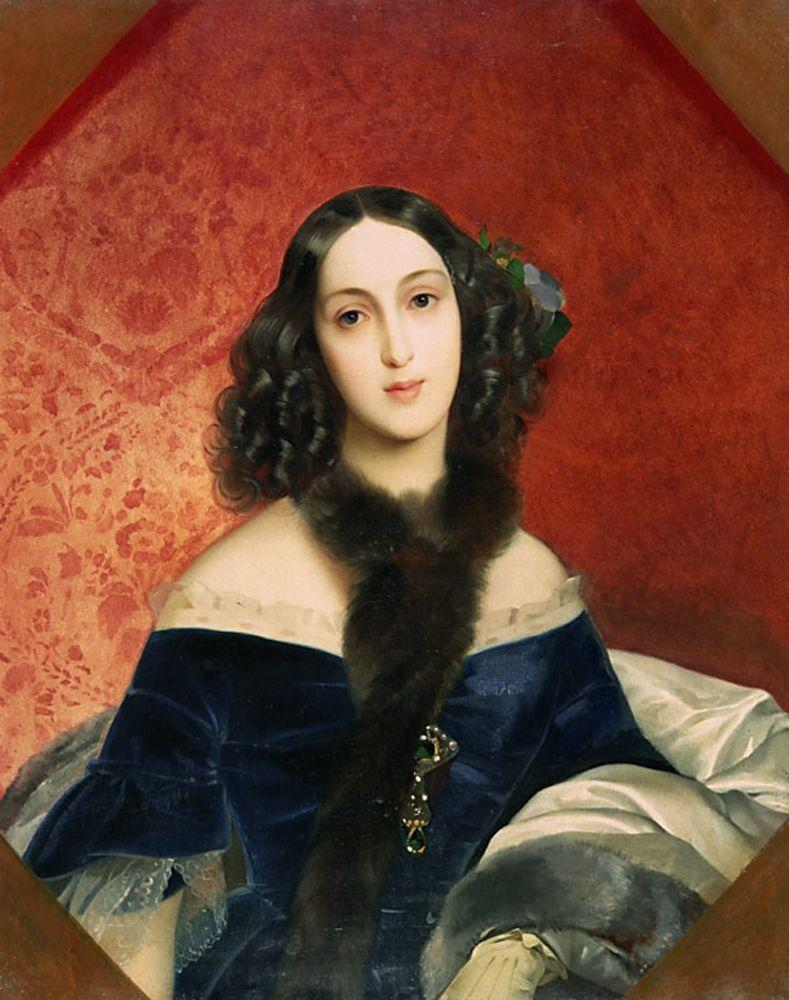
Карл Брюллов «Портрет М. А. Бек», 1840. Национальная галерея Армении
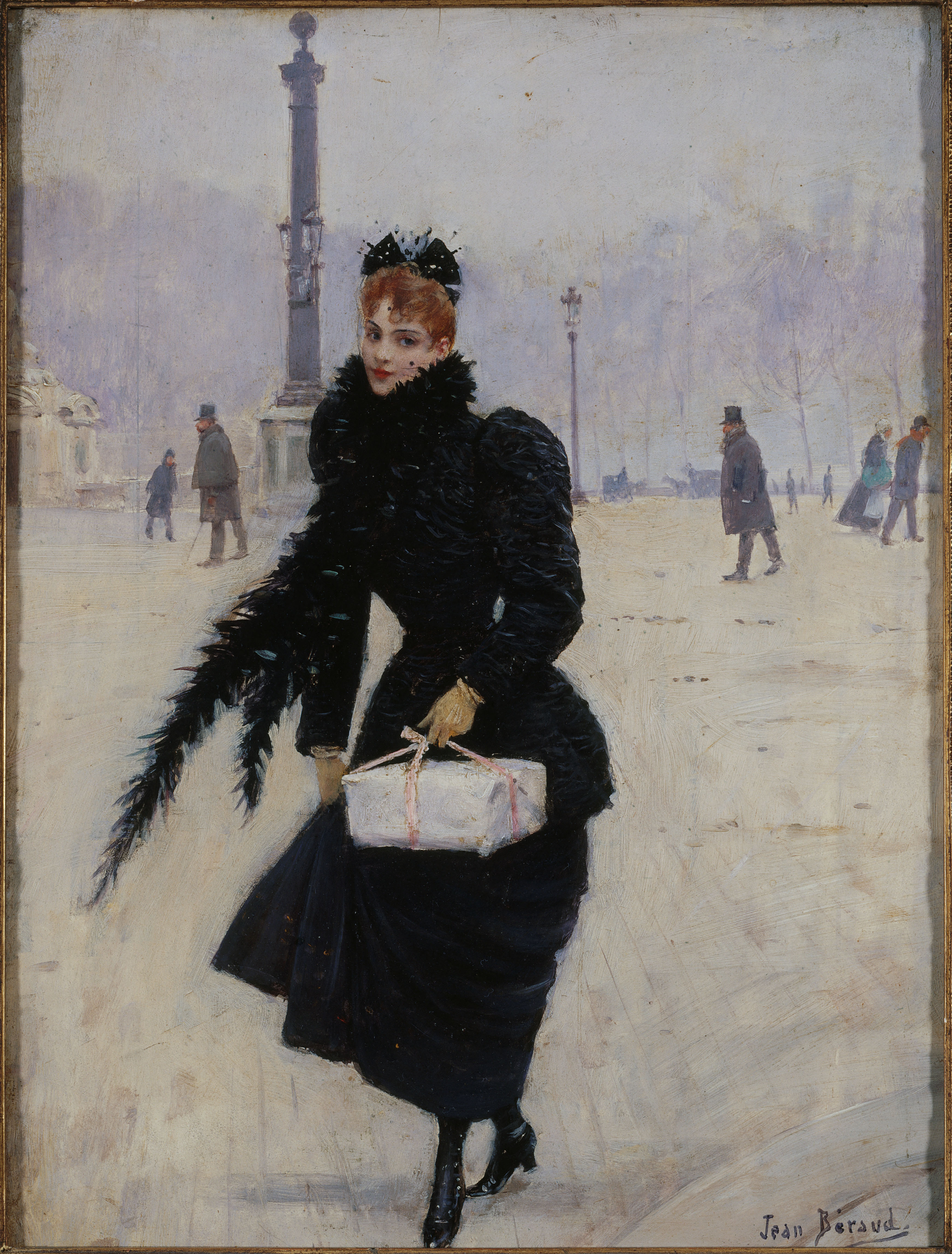
Жан Беро - Парижанка на Площади Согласия (ок. 1885)
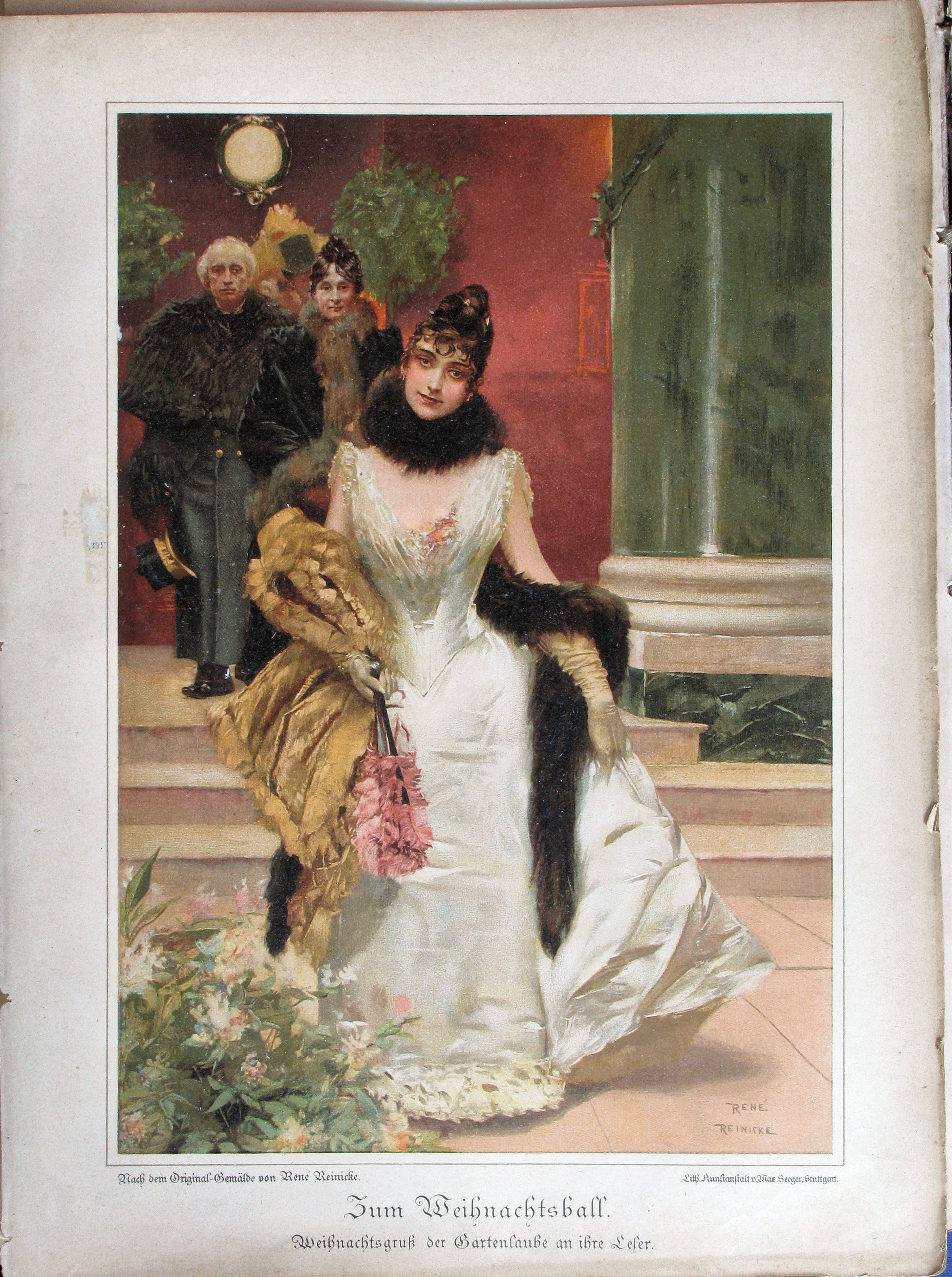
Ученики Эрнста Кейля[нем.] «Беседка», 1890
Анри Фантен-Латур «Портрет Сони», 1890
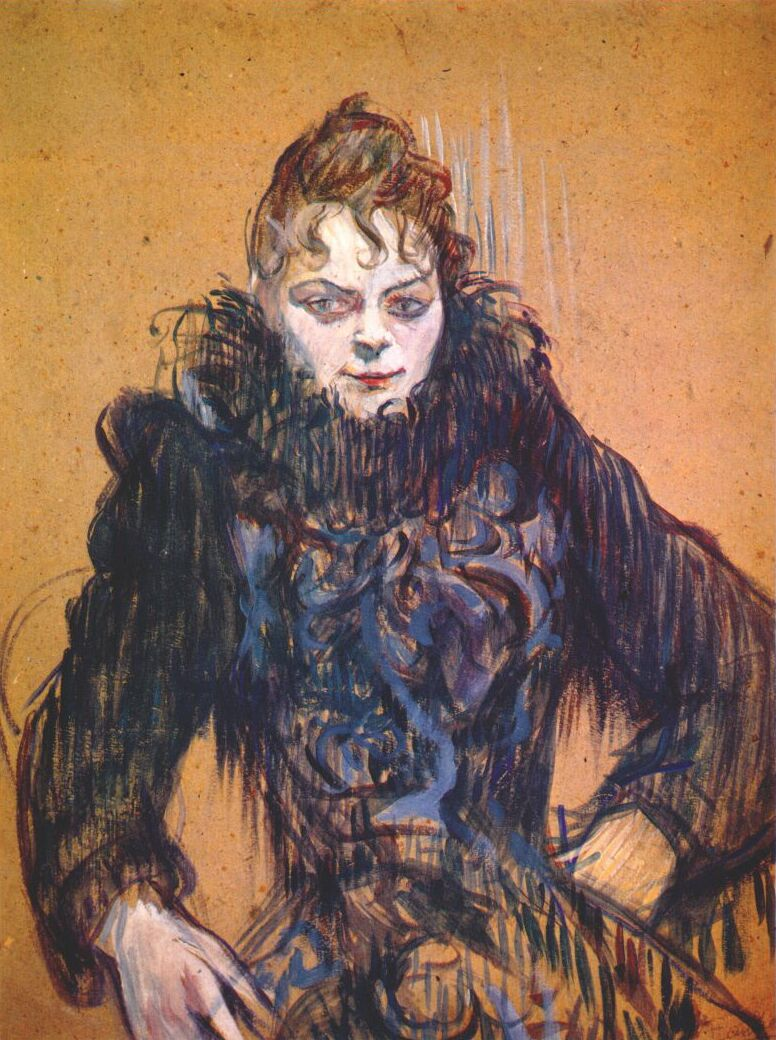
Анри де Тулуз-Лотрек «Женщина в чёрном боа», 1892 год